# Salvins duif
Salvins duif (Patagioenas oenops) is een vogel uit de familie Columbidae (duiven). De wetenschappelijke naam van de soort werd als Columba oenops in 1895 gepubliceerd door de Engelse zoöloog Osbert Salvin. Het is een door jacht en habitatverlies kwetsbaar geworden vogelsoort die voorkomt in in Ecuador en Peru.

## Kenmerken
De vogel is 31 tot 34 cm lang. De kop is grijsbruin, van onder is de vogel paarsbruin, op de keel wat lichter van kleur en grijs op de onderbuik. Van boven is de vogel donkerder met kastanjekleurige vleugeldekveren met ook paarse tinten. De stuit is grijs en de staart is donkergrijs tot bijna zwart. De snavel is blauwgrijs met rode kleur aan de basis.

## Verspreiding en leefgebied
Deze soort komt voor in Ecuador en Peru. De leefgebieden van deze vogel liggen in wilgenbossen langs rivieren in berggebieden met overigens droge bossen op hoogten tussen de 850 en 2400 meter boven zeeniveau. De vogel wordt ook in andere bostypen en in mangoplantages waargenomen.

## Status
De grootte van de populatie werd in 2018 door BirdLife International geschat op 2,5 tot tienduizend volwassen individuen. De populatie-aantallen nemen af door jacht en habitatverlies. De vogel komt nu vooral nog voor in lastig toegankelijke gebieden. Om deze redenen staat deze soort als gevoelig op de Rode Lijst van de IUCN.